# Генчалп, Неджми
Неджми Генчалп (тур. Necmi Gençalp; род. 1 января 1960, Йозгат) — турецкий борец вольного стиля, призёр чемпионата Европы и Кубка мира, серебряный призёр летних Олимпийских игр 1988 года в Сеуле.

## Карьера
Выступал в полусредней (до 74 кг) и средней (до 82 кг) весовых категориях. Серебряный призёр Балканских игр 1979 года в Ямболе. Победитель Средиземноморских игр 1987 года в Латакии. Серебряный призёр чемпионата Европы 1989 года в Анкаре. Серебряный призёр Кубка мира 1990 года.
Был знаменосцем сборной команды Турции на летних Олимпийских играх 1988 года в Сеуле. Генчалп выступал здесь в средней весовой категории. Он победил венгра Ласло Дворака, советского борца Александра Тамбовцева, представителя ФРГ Райнера Трика, финна Юни Иломяки, американца Марка Шульца, но проиграл представителю ГДР Хансу Гстёттнеру. Однако поражение не помешало ему занять первое место в подгруппе. В финальной схватке турок проиграл южнокорейцу Хану Мён У и завоевал серебро Олимпиады.